# Marie Durocher
Pour les articles homonymes, voir Durocher.
Marie Josefina Mathilde Durocher (6 janvier 1809 - 25 décembre 1893) est une gynécologue, sage-femme et médecin brésilienne. Elle est la première femme médecin en Amérique latine.

## Biographie
Durocher est la fille d'émigrants français. Née à Paris, elle déménage au Brésil avec ses parents à l'âge de huit ans. Jeune veuve avec deux enfants, elle a la première diplômée de la nouvellement fondée Medical School of Rio de Janeiro en 1834. Durocher est active dans sa profession pendant 60 ans. Elle attire l'attention de par son habitude de porter des vêtements d'homme, qu'elle considère plus pratiques pour sa profession que les vêtements de femme de l'époque. Elle est la femme-sage des petits-enfants de l'empereur Pierre II du Brésil et devient la première femme membre de la Academia Nacional de Medicina (en) en 1871.